# Schlacht von Germantown
Die Schlacht von Germantown war eine Schlacht des Amerikanischen Unabhängigkeitskrieges. Sie fand am 4. Oktober 1777 in Germantown, Pennsylvania, zwischen der britischen Armee unter William Howe und der amerikanischen Kontinentalarmee unter George Washington statt.

## Uniformen und Bewaffnung
Uniformen, Waffen und Ausrüstung in der Schlacht von Germantown: Die Briten trugen rote Mäntel, Bärenfellmützen für die Grenadiere, Dreispitzmützen für die Bataillonskompanien und Mützen für die leichte Infanterie. Die Truppen der Highland Scots trugen den Kilt und die Federhaube.
Die beiden in Amerika dienenden Regimenter leichter Dragoner trugen rote Mäntel und Lederhelme mit Wappen. Die hessische Infanterie trug blaue Mäntel und behielt die Grenadiermütze im preußischen Stil mit Messingfrontplatte.
Die Amerikaner kleideten sich so gut sie konnten. Im Verlauf des Krieges trugen die Infanterieregimenter der Kontinentalarmee zunehmend blaue oder braune Uniformmäntel. Die amerikanischen Milizen führten weiterhin grobe Kleidung. Beide Seiten waren mit Musketen bewaffnet.
Die britische und deutsche Infanterie trug Bajonette, die bei den amerikanischen Truppen eher Mangelware waren. Beide Seiten wurden durch Artillerie unterstützt. Die britischen Regimenter, die in der Schlacht identifiziert werden können, sind: Leichte Dragoner (16. und 17.), zwei zusammengesetzte Bataillone aus Grenadieren, zwei zusammengesetzte Bataillone aus leichter Infanterie (5. Fuß, 25. Fuß, 27. Fuß, 40. Fuß und 55. Fuß), zwei zusammengesetzte Bataillone aus Fußvolk Garde (1., 2. und 3. Garde).
Amerikanische Einheiten in der Schlacht von Germantown: Oberst Blands 1. Dragoner, Waynes Pennsylvania-Brigade, Weedons Virginia-Brigade, Muhlenbergs Virginia-Brigade, Maxwells leichte Infanterie, Stephens Division, Stirlings Division, Pennsylvania-Miliz, Maryland-Miliz und New-Jersey-Miliz.

## Hintergrund
Nach seinem Sieg in der Schlacht von Brandywine am 11. September und der anschließenden Einnahme von Philadelphia am 26. September schien der britische General William Howe seinen Feldzug in Pennsylvania 1777 unter Kontrolle zu haben.
Howes Truppen hatten in Germantown nördlich der Stadt ihr Lager aufgeschlagen, das sich entlang der nördlichen Hauptstraße erstreckte.
Washington war entschlossen, die britische Armee im Lager zu überraschen. Sein Plan erforderte eine starke Kolonne unter Generalmajor Nathanael Greene mit McDougall, Muhlenberg, Stephen und Scott, um den rechten Flügel der britischen Armee anzugreifen, der aus Grants und Donops Truppen bestand. Die zweite Kolonne, die Washington mit Stirling und Sullivan befehligte, sollte die Hauptstraße von Philadelphia entlang vorrücken und das britische Zentrum angreifen. Streitkräfte amerikanischer Milizen sollten jeden Flügel der britischen Streitkräfte angreifen.
Washingtons Plan sah vor, dass die vier Angriffe „genau um 5 Uhr mit aufgepflanzten Bajonetten und ohne Schüsse“ gestartet werden sollten, in der Absicht, die britische Armee auf ähnliche Weise zu überraschen, wie die Hessen in der Schlacht von Trenton überrascht worden waren.

## Verlauf
Oberstleutnant Sir Thomas Musgrave befehligte das 40. Infanterieregiment in der Schlacht von Germantown. Die amerikanischen Kolonnen starteten am Abend des 3. Oktober 1777 entlang ihrer jeweiligen Zufahrtsstraßen. Bei Morgendämmerung befanden sich die amerikanischen Streitkräfte noch weit von ihren planmäßigen Angriffspositionen entfernt, und es kam zu einer Begegnung mit dem ersten britischen Piquet, das seine Geschütze abfeuerte, um das britische Heer vor dem Angriff zu warnen. Der Außenposten wurde von einem Bataillon leichter Infanterie und der 40. Infanteriedivision unter Oberstleutnant Sir Thomas Musgrave unterstützt. Es war ein erheblicher Teil von Sullivans Division nötig, um das britische Kontingent zurückzudrängen.
General Howe ritt vorwärts und glaubte zunächst, die vorgeschobene Streitmacht würde von einem Überfalltrupp angegriffen. Seine Sicht wurde durch einen immer dichter werdenden Nebel beeinträchtigt, der das Feld für den Rest des Tages verdunkelte.
Während der Kämpfe veranlasste Musgrave sechs Kompanien der 40., das an der Hauptstraße gelegene stattliche Steinhaus des Obersten Richters Chew, Cliveden House, zu befestigen und es als Stützpunkt zu nutzen. Als Generalmajor Adam Stephen, der die andere amerikanische Hauptkolonne anführte, die Schüsse hörte, ignorierte er seinen Befehl, die Gasse entlangzugehen, um den rechten Flügel der Briten anzugreifen, drehte sich nach rechts und machte sich auf den Weg zum Chew House. Seine Brigade schloss sich dem Angriff auf das Haus an, das eine ganze Stunde lang von der Infanterie und Kanonen mehrerer amerikanischer Brigaden angegriffen wurde. Der Rest von Greenes Division startete wie geplant einen brutalen Angriff auf die britische Linie, brach durch und nahm mehrere britische Truppenteile gefangen. In der Zwischenzeit gingen Sullivan und Wayne am Chew House vorbei und begannen ihren Angriff. Im dichten Pulver- und Geschütznebel traf Waynes Brigade auf Stephens Brigade und die beiden amerikanischen Brigaden beschossen sich mehrere Salven in Folge gegenseitig. Beide Brigaden flohen.
Sullivans Brigade wurde zudem auf beiden Flanken angegriffen, auf seiner linken Seite von Grant mit dem britischen 5. und 55. Fußregiment und auf seiner rechten Seite von Brigadier Grey. Sullivans Brigade brach zusammen. Die Briten gingen dann gegen Greenes isolierte Division vor und nahmen Oberst Matthews und sein 9. Virginia-Regiment gefangen. Greene wurde von der britischen Garde und dem 25. und 27. Infanterieregiment angegriffen und zog sich mithilfe von Muhlenbergs Brigade die Hauptstraße hinauf nach Nordwesten zurück. Als sich die amerikanische Armee zurückzog, verschlechterte sich ihr Zustand und Moral sichtlich und Washington musste sich, durch die britischen leichten Dragoner weiterhin bedrängt, etwa sechzehn Meilen weit zurückziehen.
Die amerikanischen Milizkräfte führten daraufhin ihre Angriffe nicht weiter fort und zogen sich schließlich zurück.

## Ergebnis
Es wird gesagt, dass die Schlacht von Germantown maßgeblich dazu beigetragen hat, den französischen Hof davon zu überzeugen, dass die amerikanische Sache es wert sei, im Krieg gegen England unterstützt zu werden. Die Franzosen waren mehr beeindruckt von der Fähigkeit der Amerikaner, ihre Armee aufzubauen und einen Angriff auf die Briten durchzuführen, als von deren mangelndem Erfolg. Ein bemerkenswertes Merkmal der Schlacht war, dass es den Briten nicht gelang, ihren Erfolg auf dem Schlachtfeld auszunutzen, indem sie die besiegte amerikanische Streitmacht verfolgten und vernichteten.

## Anekdoten
General Stephen kam nach der Schlacht vor ein Kriegsgericht, da ihm Trunkenheit und das Verschulden des Friendly-Fire-Zwischenfalls vorgeworfen wurde. Er wurde unehrenhaft aus der Armee entlassen und sein Kommando an Lafayette übergeben.
Generalmajor Adam Stephen (oder Steven) war ein weiterer amerikanischer Offizier, der seine Militärkarriere 1755 als Kommandeur einer Virginia-Kompanie unter General Edward Braddock begann.
Die Amerikaner litten in der Schlacht von Germantown unter der ständigen Schwierigkeit der Armeen des 18. Jahrhunderts, ihre Truppen mit Nachschub zu versorgen. Vielen amerikanischen Regimentern ging während der Schlacht die Munition aus.
General Sir George Osborn, der Oberst des 40. Fußregiments, ließ eine Medaille prägen, um an die Verteidigung des Chew House durch das Regiment in der Schlacht von Germantown zu erinnern. Silbermedaillen wurden an die Offiziere und Kupfermedaillen an die Soldaten verliehen: ein frühes Beispiel einer Wahlkampfmedaille.
Wie nach der Schlacht von Paoli färbten die Soldaten der leichten Kompanie des 40. Regiments ihre Hutfedern rot, als sie von Rachedrohungen der Amerikaner hörten, damit die Amerikaner wussten, wer sie waren. Die Nachfolger des 40. Regiments, das South Lancashire Regiment, trugen einen roten Aufnäher hinter dem Mützenabzeichen, um die Tradition aufrechtzuerhalten.